# Station Radom Południowy
Station Radom Południowy is een spoorwegstation in de Poolse plaats Pelagiów.